# Forchbahn
Pour la compagnie, voir Forchbahn AG.
La Forchbahn est une ligne de 16,6 km exploitée par Forchbahn AG, à voie métrique, conduisant de la gare de Zurich Stadelhofen vers Forch (689 m), lieu d'excursion des Zurichois, en passant par le Zollikerberg.

## Historique

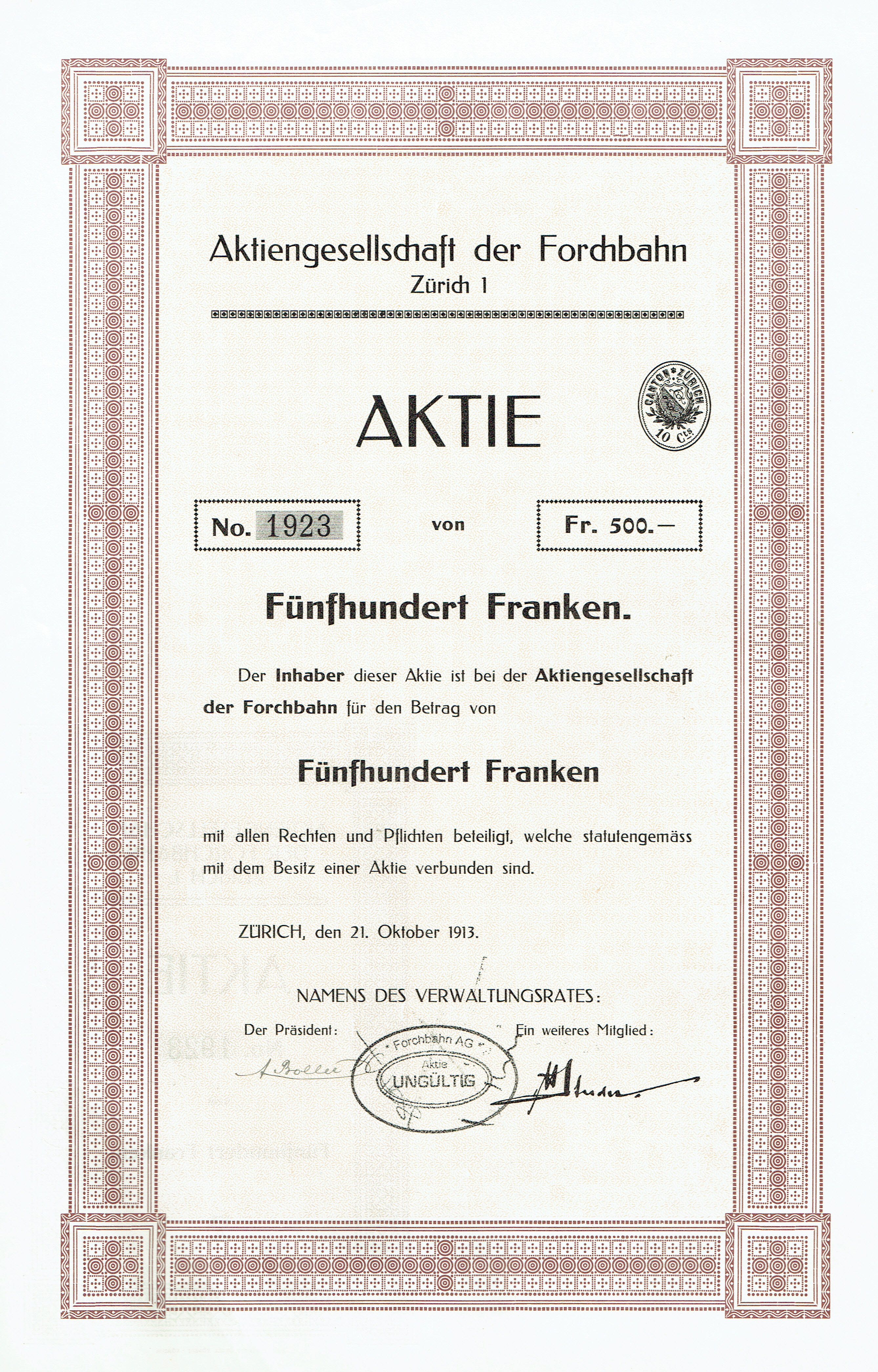
Action du Forchbahn en date du 21 octobre 1913.

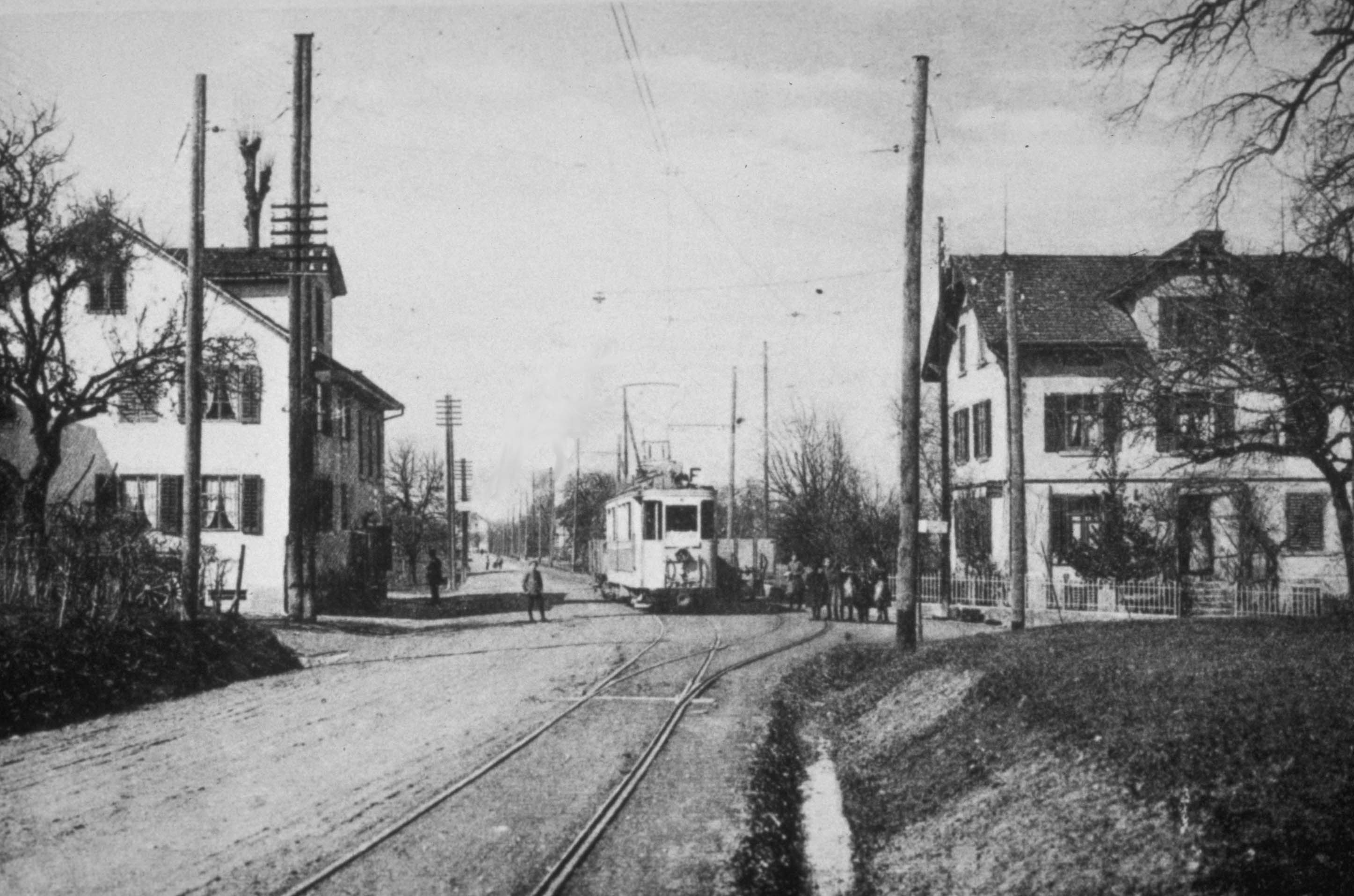
Le Forchbahn en 1915 à Zollikerberg.

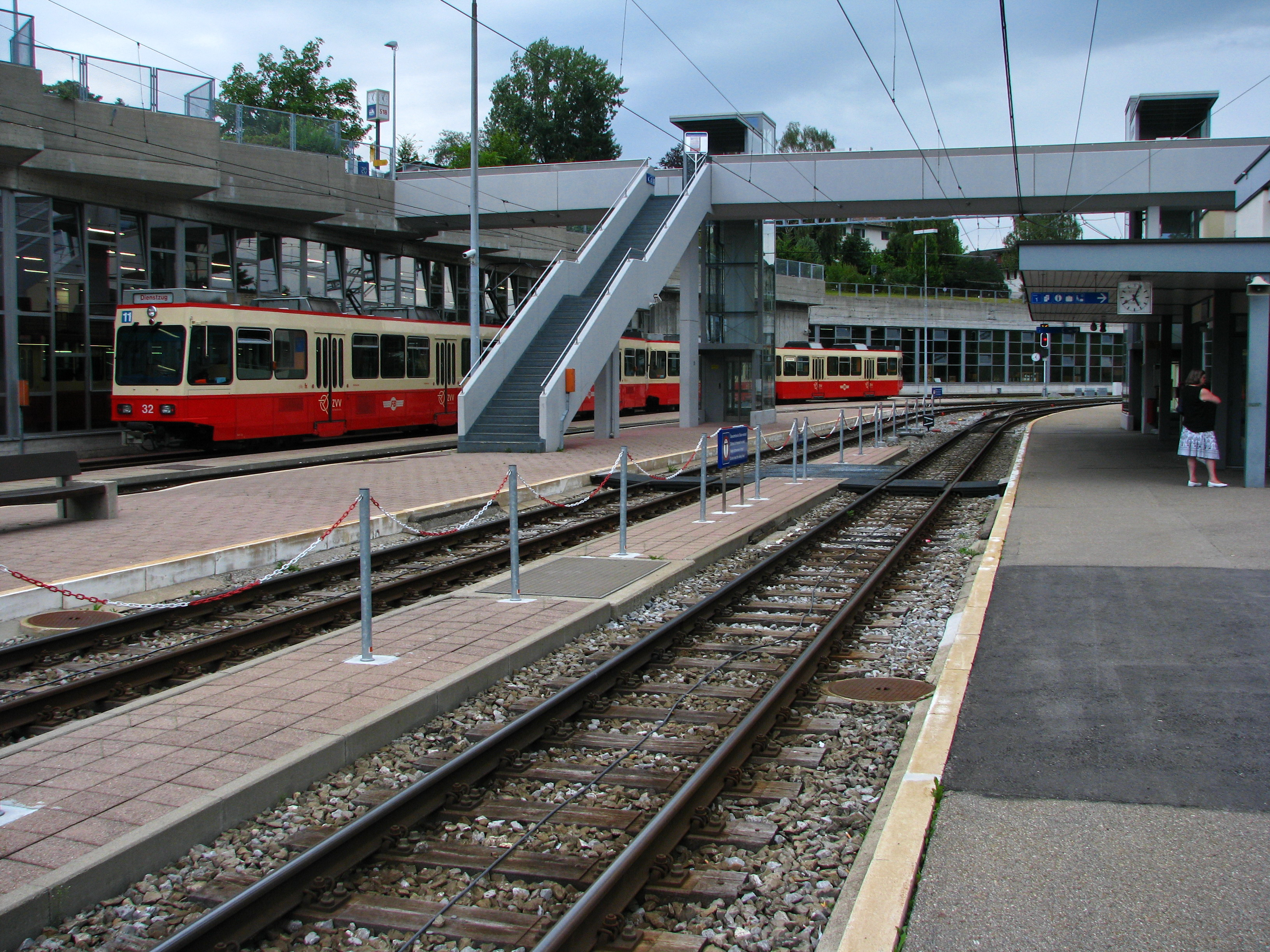
Gare et dépôt de Forch.

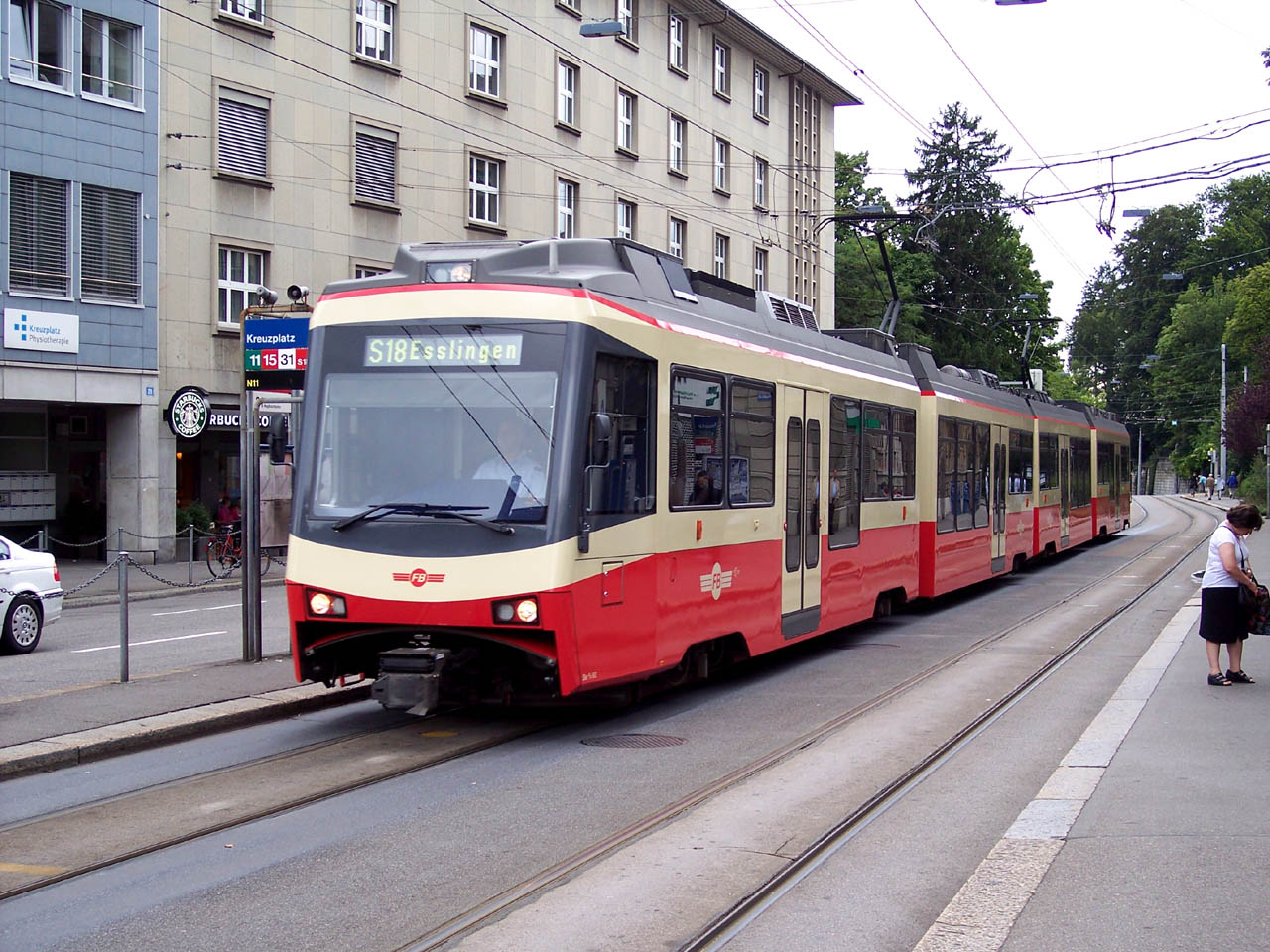
Une composition du Forchbahn.

La ligne fut ouverte à l'exploitation le 29 novembre 1912 en remplacement d'une ligne d'autobus et électrifiée dès le début 1200 volts, courant continu. À l'époque le parcours de 16.6 km était effectué en 67 minutes. Actuellement, il n'est plus que de 35 minutes. Dès le début, l'exploitation fut assurée par les tramways zurichois et en 1990, elle fut rattachée à l'organisation cantonale de transports publics appelée Association des transports de Zurich (de) (ZVV), ligne S18. En 1955, une votation cantonale approuvait une participation de l'État à l'augmentation du capital et des travaux d'assainissement furent entrepris dont le déplacement de la ligne en souterrain dans le secteur de Zumikon, la mise en site propre et à double voie sur une grande partie du parcours.
Des travaux sont prévus entre 2024 et 2026, pour supprimer le dernier tronçon de 900 mètres à voie unique de la ligne.

## Matériel roulant
En 2004, les anciens matériels de Forchbahn à la retraite (BDe 4/4 no 11-16 et Bt no 101-108), ont été vendus à Madagascar et équipés de moteurs diesel, ils devraient être utilisés sur le tramway revitalisé dans la capitale Antananarivo. Mais depuis lors, ce matériel n'a jamais été utilisé.
À quelques exceptions près, les véhicules les plus anciens ont été remis à des musées ou mis au rebut.

### Actuel
- Be 8/8, no 21 - 28, 1976
- Be 8/8, no 27 - 30, 1981
- Be 8/8, no 31 - 32, 1986
- Be 4/4, no 51 - 58, 1994, Schindler/SIG
- Be 4/6, no 61 - 73, 2004, Stadler Rail